# Ulmeni (Buzău)
Ulmeni é uma comuna romena localizada no distrito de Buzău, na região de Muntênia. A comuna possui uma área de 36.54 km² e sua população era de 3209 habitantes segundo o censo de 2007.